# Visvaldis Eglītis
Visvaldis Eglītis (Madona, 4 aprile 1936 – Iecava, 17 agosto 2014) è stato un cestista sovietico.

## Carriera
Con l'Unione Sovietica ha disputato i Campionati europei del 1965.